# Der Kondor

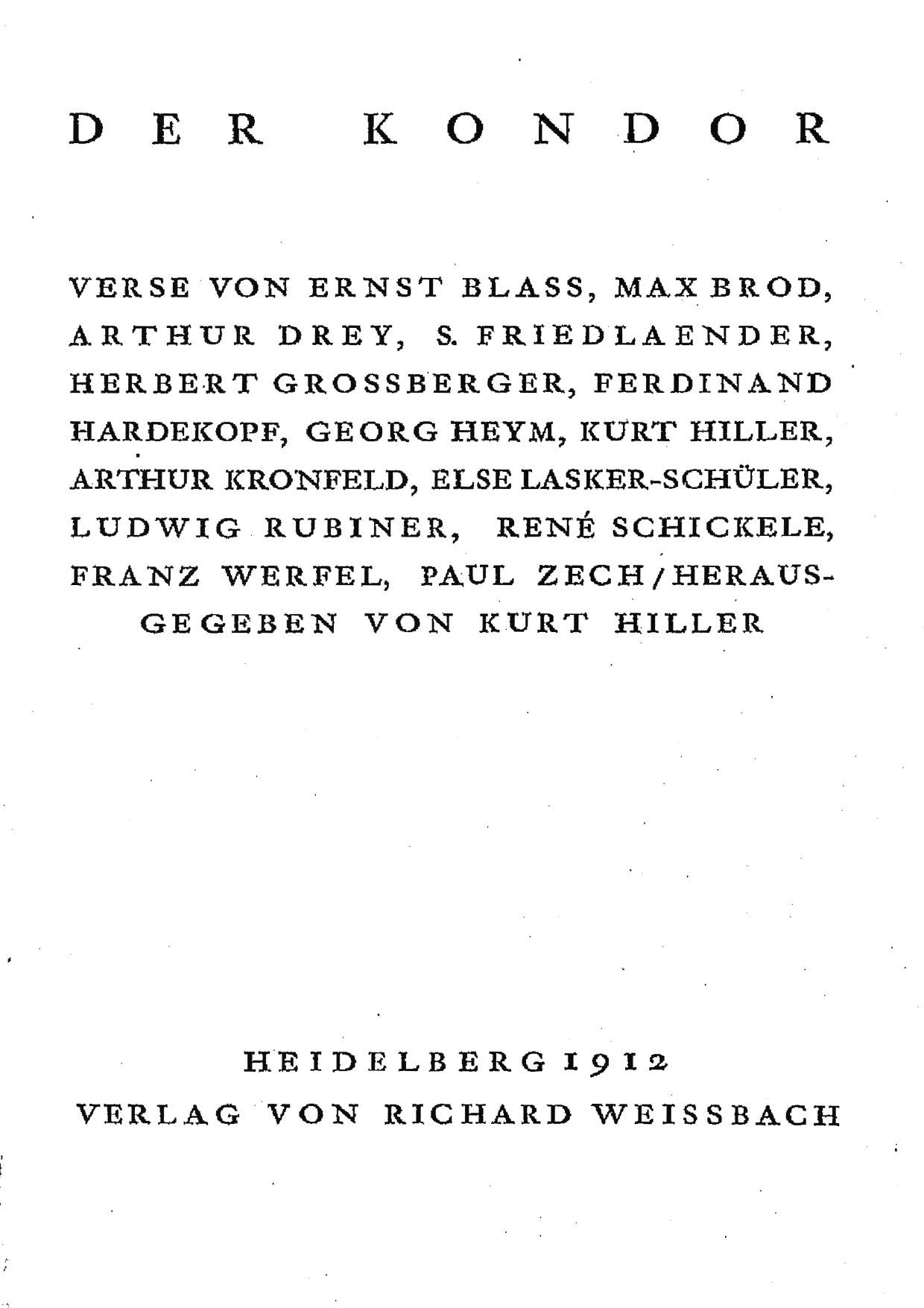
Titelblatt

Unter dem Titel Der Kondor erschien 1912 im Verlag von Richard Weissbach in Heidelberg die erste Lyrikanthologie des frühen literarischen Expressionismus.
Herausgeber war Kurt Hiller, der 1909 in Berlin mit einem Kreis literaturinteressierter Studenten den literaturgeschichtlich bedeutenden Neuen Club gegründet hatte. Dieser war 1910/11 offizieller Veranstalter öffentlicher, von Tilla Durieux, Else Lasker-Schüler u. a. unterstützter Vortragsabende unter der Bezeichnung Neopathetisches Cabaret. Nach Angriffen von Seiten Jakob van Hoddis’ und heftigen Auseinandersetzungen mit ihm hatte sich Hiller 1911 zum  Rückzug aus diesem Kreis entschlossen und gründete mit Ernst Blass das Konkurrenzkabarett GNU.

## Aus dem Vorwort
„Am Sinn der Kunst, welche aus exuberierendem Leben stammt und selber wieder Leben erzeugt, darf nur zweifeln, wer Skeptiker am Sinne des Lebens ist. […] Hat sie einen Sinn, so den: dass jemand sein Erleben gestaltet – und andere aus der Gestaltung ein Erleben schöpfen. Da zu beiderlei Tätigkeit eine seelische Struktur gehört, die selten Ereignis ist, bleibt Kunst eine Angelegenheit der Wenigen. Sie zum Gemeingut der Bewohner zu machen, mag als Maxime von Weltverbesserern, als edle Forderung der Zivilisatoren Geltung haben; als Kriterium ist Volkstümlichkeit immer ein Unfug. Freilich kein leicht auszurottender […] Und so plant Der Kondor, ein Manifest zu sein. Eine Dichter-Sezession; eine rigorose Sammlung radikaler Strophen. Zum erstenmal sollen hier lebende Künstler der Gedichtschreibung, nur Künstler, vereinigt werden. Mit Proben, die ausreichen, ein Bild zu geben: Künstler einer Generation. […] Eine Richtung? Eine „Richtung“ will Der Kondor nicht fördern. Erscheint die Erlebensart des geistigen Städters, die uneinfache, bewußtere, nervöse […] hier als bevorzugt, so rührt das nur daher, daß man sie anderswo quäkerisch vernachlässigt hat. […]

Der Herausgeber […] glaubt […] , daß auf diesen Blättern die wertvollsten Verse stehen, die seit Rilke in deutscher Sprache geschrieben wurden […] aber seine eigenen rechnet er darunter nicht. Er sieht in sich eine Person, die imstande ist, zerlegende Prosa zu liefern; einen Dialektiker oder Polemiker; vielleicht einen Glossendichter; nicht: einen Dichter. Wenn er dennoch, wie Hämlinge zu krähen sich nicht entblöden werden, die „Gelegenheit wahrnahm“, ein paar eigne (Lieblings-)Verse „einzuschmuggeln“, so tat er das durchaus nicht auf Bitten seiner Freunde, sondern aus Eitelkeit. Berlin“

## Zum Inhalt
Der Kondor enthält 97 Gedichte von 14 Autoren, unter denen Jakob van Hoddis fehlt:
- Ernst Blass

Kreuzberg, Abendstimmung, Das Behagen, Der Nervenschwache, Die Kindheit, Märzabend Meinem Freund Kurt Hiller gewidmet, Augustnacht, Strand, Sonnenuntergang, Die Trennung, Sonntagnachmittag, An Gladys O du, mein holder Abendstern – Richard Wagner
- Max Brod

Das Bad auf dem Lande, Waldrand, Die grosse und die kleine Welt, Eisenbahnfahrt, Der Magier
- Arthur Drey

Verzweiflung, Die Invaliden, Der Mörder, Junger Prophet, Trunkene Landschaft, Kloster, Der Liebende, Der Selbstmörder, Die Tänzerin, Der Verlebte
- Salomo Friedlaender

Erweckung, Herbst, Schwermut, Sehnsucht, Erlösung
- Herbert Grossberger

Götzendienst, Dem Schatten, Exhibition
- Ferdinand Hardekopf

Nymphenburg, Halensee, Notiz; Nachts (2h 45 bis 2h 47 matin)
- Georg Heym

Berlin, Die Vorstadt, Träumerei in Hellblau, Der Blinde, Der Baum, Nach der Schlacht, Louis Capet, Die Professoren, Das Fieberspital, Ophelia
- Kurt Hiller

Ritt nach dem Süden, Vorabend Florenz, Isola, Archipelagos, Sehnsucht nach dem Süden, Nacht-Schluss bei Bols, Bude, Dämmerung, Nacht, An einen Freund
- Arthur Kronfeld

Die Bogenlampe, Liliencronesk, Bekanntschaft, Frühling, Notte Italiana
- Else Lasker-Schüler

Streiter, Ein alter Tibetteppich, Meiner Schwester Kind, Nachweh, Traum, Meine Mutter, Dem Prinzen von Marokko, Maria, Leise Sagen – , David und Jonathan
- Ludwig Rubiner

Der Herrscher, Die Stadt, Der Tänzer Nijinski
- René Schickele

Mondaufgang, Madame, Auf der Friedrichstrasse bei Sonnenuntergang, Der Potsdamer Platz, Der Papst
- Franz Werfel

An den Leser, Nächtliche Kahnfahrt, Der dicke Mann im Spiegel, Erster Frühling, Im winterlichen Hospital, Der Dichter, Das Gespräch, Das Malheur, Der schöne strahlende Mensch, Der Weltfreund singt
- Paul Zech

Weg in den Vorfrühling, Der blinde Bettler im Gewitter, Sommerabend im Park, Herbstlicher Stadtpark, Gegen Morgen, Die Hingesunkenen